# El marit de la perruquera
El marit de la perruquera (títol original en francès: Le Mari de la coiffeuse) és una pel·lícula francesa dirigida per Patrice Leconte, estrenada l'any 1990. Ha estat doblada al català.

## Argument
A l'alba de l'adolescència, Antoine coneix les seves primeres emocions amoroses a la butaca del saló de pentinat de l'exuberant madame Shaeffer. Més tard, ell es casarà amb una perruquera. Ja adult, troba en Mathilde la perruquera dels seus somnis. L'enamorament és reciproc; es casen i viuen dia a dia un amor simple i passional, carnal i espiritual.

## Repartiment
- Jean Rochefort: Antoine
- Anna Galiena: Mathilde
- Roland Bertin: el pare d'Antoine
- Maurici Chevit: Ambroise Dupré
- Philippe Clévenot: Morvoisieux
- Jacques Mathou: Julien Gora
- Claude Aufaure: el client homosexual
- Albert Delpy: Donecker
- Henry Hocking: Antoine amb 12 anys
- Ticky Holgado: gendre de Morvoisieux
- Michèle Laroque: la mare del nen adoptat
- Anne-Marie Pisani: Madame Sheaffer
- Pierre Meyrand: el germà d'Antoine
- Yveline Ailhaud: la mare d'Antoine
- Julien Bukowski: l'home fosc
- Youssef Hamid: el client tunisià
- Laurence Ragon: Madame Gora
- Arlette Tephany: la cunyada d'Antoine
- Christophe Pichon: el germà d'Antoine amb 12 anys
- Thomas Rochefort: Édouard de jove

## Al voltant de la pel·lícula
Els banyadors de llana que porten els actors (nens), quan juguen a la platja de Luc-sobre-Mar, han estat tricotats per la mare de Patrice Leconte (font: Patrice Leconte).

## Premis i nominacions
- 1990: Premi Louis-Delluc (compartit amb El Petit Criminal de Jacques Doillon).
- 1991: 7 nominacions als Césars: millor film, millor director (Patrice Leconte), millor actor (Jean Rochefort), millor fotografia (Eduardo Serra), millor muntatge (Joëlle Pica), millors decorats (Ivan Maussion) i millor guió, original o adaptació (Claude Klotz i Patrice Leconte).
- 1991: Nominació al Gran Premi de la Unió de la crítica de cinema.
- 1992: Nominació al BAFTA del millor film no anglòfon.